# Sepietta obscura
Sepietta obscura é uma espécie de molusco pertencente à família Sepiolidae.
A autoridade científica da espécie é Naef, tendo sido descrita no ano de 1916.
Trata-se de uma espécie presente no território português, incluindo a zona económica exclusiva.